# Havixbeck
Havixbeck là một đô thị tọa lạc tại rìa đông bắc của Baumberge ở huyện Coesfeld, bắc Nordrhein-Westfalen, Đức. Đô thị này tọa lạc khoảng 15 km về phía tây của Münster.

## Đô thị giáp ranh
Havixbeck giáp với (theo chiều kim đồng hồ, bắt đầu ở phía bắc)Altenberge (huyện Steinfurt), Münster, Senden, Nottuln và Billerbeck (huyện Coesfeld).

### Thành phố kết nghĩa
Havixbeck kết nghĩa với các địa phương sau:
- Bellegarde (Loiret), Pháp
- Bestensee gần Berlin, Brandenburg